# Alena Zuchlo
Alena Zuchlo (belarussisch Алена Цухло, engl. Transkription Alena Tsukhlo, auch russisch Елена Цухло – Jelena Zuchlo – Yelena Tsukhlo; * 13. Mai 1954 in Minsk) ist eine belarussische Marathonläuferin.
1982 erreichte sie bei den Leichtathletik-Europameisterschaften in Athen, für die Sowjetunion startend, nicht das Ziel. Beim Tokyo International Women’s Marathon wurde sie Zweite. 
1984 wurde sie Fünfte bei der sowjetischen Meisterschaft, und 1985 gewann sie den Frühlingsmarathon Wien. 
1987 fuhr sie als sowjetische Vizemeisterin zu den Leichtathletik-Weltmeisterschaften in Rom und kam dort auf den fünften Platz. In Tokio wurde sie in diesem Jahr Siebte. Im Jahr darauf wurde sie jeweils Fünfte beim Europacup-Marathon und bei der sowjetischen Meisterschaft und Siebte beim Chicago-Marathon. 1989 folgte ein siebter Platz beim Nagoya-Marathon.
Von 1994 bis 1996 gewann sie dreimal in Folge den Warschau-Marathon. 1999, 2000, 2002 und 2004 siegte sie beim Usedom-Marathon. 

## Persönliche Bestzeiten
- 1500 m: 4:08,0 min, 27. Juli 1979, Moskau
- 3000 m: 8:48,8 min, 11. August 1979, Kaunas
- 5000 m: 15:25,13 min, 11. Juni 1982, Moskau
- 10.000 m: 32:20,40 min, 19. September 1981, Moskau
- Marathon: 2:28:53 h, 7. Juni 1987, Mahiljou